# Campeonato Mundial de Natación de 1994
El VII Campeonato Mundial de Natación se celebró en Roma (Italia) entre el 1 y el 11 de septiembre de 1994. Fue organizado por la Federación Internacional de Natación (FINA) y la Federación Italiana de Natación. Participaron un total de 1400 atletas representantes de 102 federaciones nacionales.
Se realizaron competiciones de natación, natación sincronizada, saltos, natación en aguas abiertas y waterpolo. Todas los eventos se efectuaron en las piscinas del Foro Itálico, a excepción de las pruebas de 25 km que se disputaron en las aguas del mar Tirreno, entre las localidades costeras de San Felice Circeo y Terracina, al sudeste de la capital italiana.

## Resultados de natación

### Masculino
| Evento                   | Oro                                                                                  | Plata                                                                                  | Bronce                                                                                  |
| ------------------------ | ------------------------------------------------------------------------------------ | -------------------------------------------------------------------------------------- | --------------------------------------------------------------------------------------- |
| 50 m libre               | Alexandr Popov · Rusia · 22,17                                                       | Gary Hall Estados Unidos 22,44                                                         | Raimundas Mažuolis · Lituania · 22,52                                                   |
| 100 m libre              | Alexandr Popov · Rusia · 49,12                                                       | Gary Hall Estados Unidos 49,41                                                         | Gustavo Borges · Brasil · 49,52                                                         |
| 200 m libre              | Antti Kasvio · Finlandia · 1:47,32                                                   | Anders Holmertz · Suecia · 1:48,24                                                     | Danyon Loader Nueva Zelanda 1:48,49                                                     |
| 400 m libre              | Kieren Perkins Australia 3:43,80 (RM)                                                | Antti Kasvio · Finlandia · 3:48,55                                                     | Danyon Loader Nueva Zelanda 3:48,62                                                     |
| 1500 m libre             | Kieren Perkins Australia 14:50,52                                                    | Daniel Kowalski Australia 14:53,42                                                     | Steffen Zesner · Alemania · 15:09,20                                                    |
| 100 m espalda            | Martín López-Zubero · España · 55,17                                                 | Jeff Rouse Estados Unidos 55,51                                                        | Tamás Deutsch · Hungría · 55,69                                                         |
| 200 m espalda            | Vladimir Selkov · Rusia · 1:57,42                                                    | Martín López-Zubero · España · 1:58,75                                                 | Royce Sharp Estados Unidos 1:58,86                                                      |
| 100 m braza              | Norbert Rózsa · Hungría · 1:01,24                                                    | Károly Güttler · Hungría · 1:01,44                                                     | Frédérik Deburghgraeve · Bélgica · 1:01,79                                              |
| 200 m braza              | Norbert Rózsa · Hungría · 2:12,81                                                    | Eric Wunderlich Estados Unidos 2:12,87                                                 | Károly Güttler · Hungría · 2:14,12                                                      |
| 100 m mariposa           | Rafał Szukała · Polonia · 53,51                                                      | Lars Frölander · Suecia · 53,65                                                        | Denis Pankratov · Rusia · 53,68                                                         |
| 200 m mariposa           | Denis Pankratov · Rusia · 1:56,54                                                    | Danyon Loader Nueva Zelanda 1:57,99                                                    | Chris-Carol Bremer · Alemania · 1:58,11                                                 |
| 200 m cuatro estilos     | Jani Sievinen · Finlandia · 1:58,16 (RM)                                             | Greg Burgess Estados Unidos 2:00,86                                                    | Atilla Czene · Hungría · 2:01,14                                                        |
| 400 m cuatro estilos     | Tom Dolan Estados Unidos 4:12,30 (RM)                                                | Jani Sievinen · Finlandia · 4:13,29                                                    | Eric Namesnik Estados Unidos 4:15,69                                                    |
| 4 × 100 m libre          | Estados Unidos Jon Olsen Josh Davis Ugur Taner Gary Hall 3:16,90                     | URSS Roman Shchegolev Vladimir Predkin Vladimir Pyshnenko Alexandr Popov 3:18,12       | Brasil · Fernando Scherer · Teófilo Ferreira · André Texeira · Gustavo Borges · 3:19,35 |
| 4 × 200 m libre          | Suecia · Christer Wallin · Tommy Werner · Lars Frölander · Anders Holmertz · 7:17,74 | Rusia · Yuri Mujin · Vladimir Pyshnenko · Denis Pankratov · Roman Shchegolev · 7:18,13 | Alemania · Andreas Szigat · Christian Keller · Oliver Lampe · Steffen Zesner · 7:19,10  |
| 4 × 100 m cuatro estilos | Estados Unidos Jeff Rouse Eric Wunderlich Mark Henderson Gary Hall 3:37,74           | Rusia · Vladimir Selkov · Vasili Ivanov · Denis Pankratov · Alexandr Popov · 3:38,28   | Hungría · Tamás Deutsch · Norbert Rózsa · Péter Horváth · Attila Czene · 3:39,47        |

- RM – Récord mundial.

### Femenino
| Evento                   | Oro                                                          | Plata                                                                                      | Bronce                                                                                              |
| ------------------------ | ------------------------------------------------------------ | ------------------------------------------------------------------------------------------ | --------------------------------------------------------------------------------------------------- |
| 50 m libre               | Le Jingyi China 24,51 (RM)                                   | Natalia Meshcheriakova · Rusia · 25,10                                                     | Amy Van Dyken Estados Unidos 25,18                                                                  |
| 100 m libre              | Le Jingyi China 54,01                                        | Bin Lu China 54,15                                                                         | Franziska van Almsick · Alemania · 54,77                                                            |
| 200 m libre              | Franziska van Almsick · Alemania · 1:56,78 (RM)              | Bin Lu China 1:56,89                                                                       | Claudia Poll · Costa Rica · 1:57,61                                                                 |
| 400 m libre              | Yang Aihua China 4:09,64                                     | Cristina Teuscher Estados Unidos 4:10,21                                                   | Claudia Poll · Costa Rica · 4:10,61                                                                 |
| 800 m libre              | Janet Evans Estados Unidos 8:29,85                           | Hayley Lewis Australia 8:29,94                                                             | Brooke Bennett Estados Unidos 8:31,30                                                               |
| 100 m espalda            | He Cihong China 1:00,57                                      | Nina Zhivanevskaya · Rusia · 1:00,83                                                       | Barbara Bedford Estados Unidos 1:01,72                                                              |
| 200 m espalda            | He Cihong China 2:07,40                                      | Krisztina Egerszegi · Hungría · 2:09,10                                                    | Lorenza Vigarani · Italia · 2:10,92                                                                 |
| 100 m braza              | Samantha Riley Australia 1:07,69                             | Dai Guohong China 1:09,26                                                                  | Yuan Yuan China 1:10,19                                                                             |
| 200 m braza              | Samantha Riley Australia 2:26,87                             | Yuan Yuan China 2:27,38                                                                    | Brigitte Becue · Bélgica · 2:28,85                                                                  |
| 100 m mariposa           | Liu Limin China 58,98                                        | Yun Qu China 59,69                                                                         | Susan O'Neill Australia 1:00,11                                                                     |
| 200 m mariposa           | Liu Limin China 2:07,25                                      | Yun Qu China 2:07,42                                                                       | Susan O'Neill Australia 2:09,40                                                                     |
| 200 m cuatro estilos     | Lu Bin China 2:12,34                                         | Allison Wagner Estados Unidos 2:14,40                                                      | Elli Overton Australia 2:15,26                                                                      |
| 400 m cuatro estilos     | Dai Guohong China 4:39,14                                    | Allison Wagner Estados Unidos 4:39,98                                                      | Kristine Quence Estados Unidos 4:42,21                                                              |
| 4 × 100 m libre          | China Le Jingyi Shan Ying Le Ying Lu Bin 3:37,91 (RM)        | Estados Unidos Angel Myers Martino Amy Van Dyken Nicole Haislett Jennifer Thompson 3:41,50 | Alemania · Franziska van Almsick · Katrin Meißner · Kerstin Kielgaß · Daniela Hunger · 3:42,94      |
| 4 × 200 m libre          | China Le Ying Yang Aihua Zhou Guanbin Lu Bin 7:57,96         | Alemania · Kerstin Kielgaß · Franziska van Almsick · Julia Jung · Dagmar Hase · 8:01,37    | Estados Unidos Cristina Teuscher Jennifer Thompson Janet Evans Nicole Haislett 8:03,16              |
| 4 × 100 m cuatro estilos | China He Cihong Dai Guohong Liu Limin Le Jingyi 4:01,67 (RM) | Estados Unidos Lea Loveless Kristine Quance Amy Van Dyken Jennifer Thompson 4:06,50        | Rusia · Nina Zhivanevskaya · Olga Projorova · Svetlana Pozdeyeva · Natalia Meshcheriakova · 4:06,70 |

- RM – Récord mundial.

### Medallero
| Núm. | País           | Oro | Plata | Bronce | Total |
| ---- | -------------- | --- | ----- | ------ | ----- |
| 1    | China          | 12  | 6     | 1      | 19    |
| 2    | Estados Unidos | 4   | 10    | 7      | 21    |
| 3    | Rusia          | 4   | 5     | 2      | 11    |
| 4    | Australia      | 4   | 2     | 3      | 9     |
| 5    | Hungría        | 2   | 2     | 4      | 8     |
| 6    | Finlandia      | 2   | 2     | 0      | 4     |
| 7    | Suecia         | 1   | 2     | 0      | 3     |
| 8    | Alemania       | 1   | 1     | 5      | 7     |
| 9    | España         | 1   | 1     | 0      | 2     |
| 10   | Polonia        | 1   | 0     | 0      | 1     |
| 11   | Nueva Zelanda  | 0   | 1     | 2      | 3     |
| 12   | Bélgica        | 0   | 0     | 2      | 2     |
| 12   | Brasil         | 0   | 0     | 2      | 2     |
| 12   | Costa Rica     | 0   | 0     | 2      | 2     |
| 15   | Italia         | 0   | 0     | 1      | 1     |
| 15   | Lituania       | 0   | 0     | 1      | 1     |
|      | TOTAL          | 32  | 32    | 32     | 96    |

## Resultados de saltos

### Masculino
| Evento          | Oro                               | Plata                          | Bronce                                 |
| --------------- | --------------------------------- | ------------------------------ | -------------------------------------- |
| Trampolín 1 m   | Evan Stewart Zimbabue 382,14 pts. | Lan Wei China 375,96 pts.      | Brian Early Estados Unidos 351,59 pts. |
| Trampolín 3 m   | Yu Zhoucheng China 645,44         | Dmitri Sautin · Rusia · 646,59 | Wang Tiangling China 638,22            |
| Plataforma 10 m | Dmitri Sautin · Rusia · 634,71    | Sun Shuwei China 630,03        | Vladimir Timoshinin · Rusia · 607,32   |

### Femenino
| Evento          | Oro                      | Plata                       | Bronce                              |
| --------------- | ------------------------ | --------------------------- | ----------------------------------- |
| Trampolín 1 m   | Chen Lixia China 279,30  | Tan Shuping China 276,00    | Annie Pelletier · Canadá · 273,84   |
| Trampolín 3 m   | Tan Shuping China 548,49 | Vera Ilina · Rusia · 498,60 | Claudia Bockner · Alemania · 480,15 |
| Plataforma 10 m | Fu Mingxia China 434,04  | Chi Bin China 420,24        | María José Alcalá · México · 396,48 |

### Medallero
| Núm. | País           | Oro | Plata | Bronce | Total |
| ---- | -------------- | --- | ----- | ------ | ----- |
| 1    | China          | 4   | 4     | 1      | 9     |
| 2    | Rusia          | 1   | 2     | 1      | 4     |
| 3    | Zimbabue       | 1   | 0     | 0      | 1     |
| 4    | Alemania       | 0   | 0     | 1      | 1     |
| 4    | Canadá         | 0   | 0     | 1      | 1     |
| 4    | Estados Unidos | 0   | 0     | 1      | 1     |
| 4    | México         | 0   | 0     | 1      | 1     |
|      | TOTAL          | 6   | 6     | 6      | 18    |

## Resultados de natación en aguas abiertas
| Evento          | Oro                                     | Plata                              | Bronce                                    |
| --------------- | --------------------------------------- | ---------------------------------- | ----------------------------------------- |
| 25 km masculino | Greg Streppel · Canadá · 5:35:26,56     | David Bates Australia 5:36:31,70   | Alexei Akatiev · Rusia · 5:37:26,43       |
| 25 km femenino  | Melissa Cunningham Australia 5:48:25,04 | Rita Kovács · Hungría · 5:50:13,76 | Shelley Taylor-Smith Australia 5:53:12,82 |

### Medallero
| Núm. | País      | Oro | Plata | Bronce | Total |
| ---- | --------- | --- | ----- | ------ | ----- |
| 1    | Australia | 1   | 1     | 1      | 3     |
| 2    | Canadá    | 1   | 0     | 0      | 1     |
| 3    | Hungría   | 0   | 1     | 0      | 1     |
| 4    | Rusia     | 0   | 0     | 1      | 1     |
|      | TOTAL     | 2   | 2     | 2      | 6     |

## Resultados de natación sincronizada
| Evento | Oro | Plata | Bronce |
| ------ | --- | --- | --- |
| Solo   | Becky Dyroen-Lancer Estados Unidos 191,040 pts.                                                                                                   | Fumiko Okuno Japón 187,306 pts. | Lisa Alexander · Canadá · 186,826 pts.                                                                                 |
| Dúo    | Becky Dyroen-Lancer Jill Sudduth Estados Unidos 187,009                                                                                           | Fumiko Okuno Miya Tachibana Japón 186,259 | Lisa Alexander · Erin Woodley · Canadá · 186,259                                                                       |
| Equipo | Suzannah Bianco Tammy Cleland Becky Dyroen-Lancer Jill Savery Nathalie Schneyder Heather Simmons Jill Sudduth Margot Thien Estados Unidos 185,883 | Lisa Alexander · Janice Bremner · Karen Clark · Carrie Daguerre · Karen Fonteyne · Kasia Kulesza · Cari Read · Erin Woodley · Canadá · 183,263 | Raika Fujii Akiko Kawase Rei Jimbo Fumiko Okuno Miya Tachibana Kaori Takahashi Miho Takeda Masayo Yajima Japón 183,215 |

### Medallero
| Núm. | País           | Oro | Plata | Bronce | Total |
| ---- | -------------- | --- | ----- | ------ | ----- |
| 1    | Estados Unidos | 3   | 0     | 0      | 3     |
| 2    | Japón          | 0   | 2     | 1      | 3     |
| 3    | Canadá         | 0   | 1     | 2      | 3     |
|      | TOTAL          | 3   | 3     | 3      | 9     |

## Resultados de waterpolo
- Resultados del torneo masculino
- Resultados del torneo femenino

| Evento    | Oro       | Plata          | Bronce   |
| --------- | --------- | -------------- | -------- |
| Masculino | Italia ·  | España ·       | Rusia ·  |
| Femenino  | Hungría · | Países Bajos · | Italia · |

## Medallero total
| Núm. | País           | Oro | Plata | Bronce | Total |
| ---- | -------------- | --- | ----- | ------ | ----- |
| 1    | China          | 16  | 10    | 2      | 28    |
| 2    | Estados Unidos | 7   | 10    | 8      | 25    |
| 3    | Rusia          | 5   | 7     | 5      | 17    |
| 4    | Australia      | 5   | 3     | 4      | 12    |
| 5    | Hungría        | 3   | 3     | 4      | 10    |
| 6    | Finlandia      | 2   | 2     | 0      | 4     |
| 7    | España         | 1   | 2     | 0      | 3     |
| 7    | Suecia         | 1   | 2     | 0      | 3     |
| 9    | Alemania       | 1   | 1     | 6      | 8     |
| 10   | Canadá         | 1   | 1     | 3      | 5     |
| 11   | Italia         | 1   | 0     | 2      | 3     |
| 12   | Polonia        | 1   | 0     | 0      | 1     |
| 12   | Zimbabue       | 1   | 0     | 0      | 1     |
| 14   | Japón          | 0   | 2     | 1      | 3     |
| 15   | Nueva Zelanda  | 0   | 1     | 2      | 3     |
| 16   | Países Bajos   | 0   | 1     | 0      | 1     |
| 17   | Bélgica        | 0   | 0     | 2      | 2     |
| 17   | Brasil         | 0   | 0     | 2      | 2     |
| 17   | Costa Rica     | 0   | 0     | 2      | 2     |
| 20   | Lituania       | 0   | 0     | 1      | 1     |
| 20   | México         | 0   | 0     | 1      | 1     |
|      | TOTAL          | 45  | 45    | 45     | 135   |